# None
None (piemontiul: Non) település Olaszországban, Piemont régióban, Torino megyében. Lakosainak száma 7785 fő (2023. január 1.). None Airasca, Castagnole Piemonte, Piobesi Torinese, Vinovo, Volvera, Candiolo, Orbassano és Scalenghe községekkel határos.

## Népesség
A település népességének változása:
| Lakosok száma | 8009 | 8015 | 7785 |
|               | 2017 | 2018 | 2023 |